# 三民主義統一中國大同盟

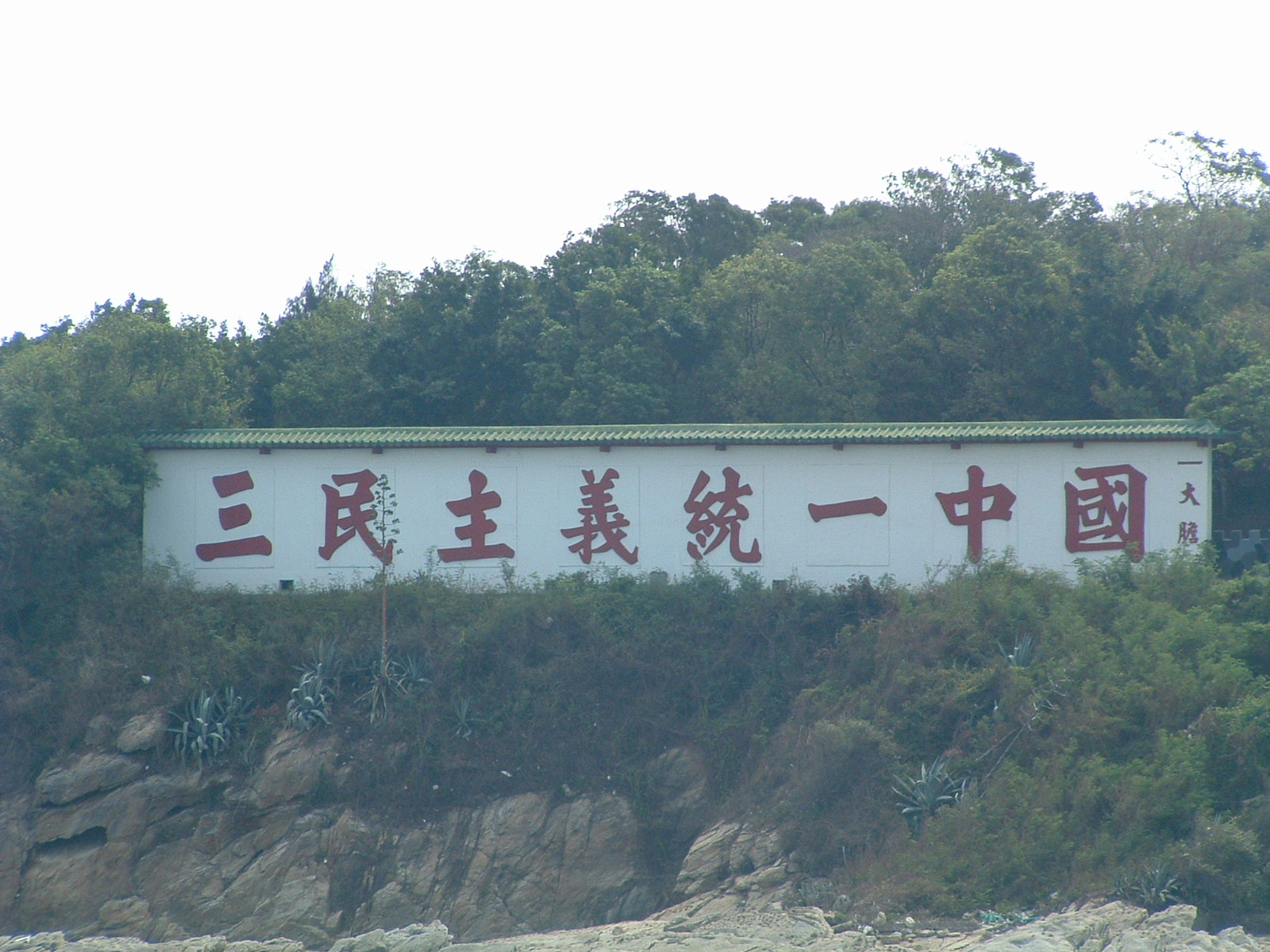
金門大膽島上面對廈門航道著名的「三民主義統一中國」標語，1986年8月金防部司令趙萬富上將令烈嶼師長龔力少將興建，翌年同因三七事件去職。另有一面設於二膽島哨牆上。

三民主義統一中國大同盟（英語：Grand Alliance for China's Reunification under the Three Principles of the People），由中國國民黨聯合各小黨成立的政治聯盟組織，以三民主義統一中國為宗旨，其本源可溯自時任中華民國總統暨中國國民黨主席蔣經國於1980年6月提出用「三民主義統一中國」的主張，其後，此一主張並成為中國國民黨第十二次全國代表大會的政治綱領，至1982年10月22日由各界正式成立三民主義統一中國大同盟，1983年大同盟進一步成立三民主義統一中國大同盟基金會，使大同盟與工商企業界進一步結合。1991年三民主義統一中國大同盟正式由政治團體改為社會團體，廣設組織於海內外，宣揚國父理念、中華文化。

## 宗旨
以三民主義統一中國，反對中國共產黨的統戰。

## 歷史
- 1982年11月，由中國國民黨、中國青年黨、中國民主社會黨及宗教界、學術界、新聞文化、工商界、民間團體身分等1,600多人成立“三民主義統一中國大同盟”於臺北市，何應欽將軍出任首任會長。
- 1992年11月，三民主義統一中國大同盟成立理事會，馬樹禮擔任理事長。
- 2010年9月，美加三民主義統一中國大同盟第27屆年會上砲轟首次代表大陸方面參加該會的民革人士齊续春、吳先寧之親共色彩。[2][3]

## 三民主義統一中國大同盟歌
（何應欽作詞，於當年台灣三家電視台定時播放，曲調由雅克弟兄修改而成）
三民主義，統一中國，中華民族，團結奮鬥。

## 成員與背景
就其成立大會的成員而論，在形式上包括具有中國國民黨、中國青年黨、中國民主社會黨及宗教界、學術界、新聞文化、工商界、民間團體身分等1,600多人。然而就其成立的背景來看，則可以視為蔣經國對1979年中華人民共和國全國人民代表大會常務委員會發表告臺灣同胞書以後一系列和平統戰的回應。蔣經國先於1980年6月提出用「三民主義統一中國」的主張，其後，此一主張並成為中國國民黨第十二次全國代表大會的政治綱領，至於三民主義統一中國大同盟則是此一主張在社會上的具體落實。

## 現狀
1983年三民主義統一中國大同盟進一步成立三民主義統一中國大同盟基金會，使大同盟與工商企業界進一步結合。1991年三民主義統一中國大同盟正式由政治團體改為社會團體。

## 歷任負責人

### 主任委員
- 何應欽（1982—1987）
- 馬樹禮（1988—1992）

### 理事長
- 馬樹禮（1992—2000）
- 高銘輝（2000—2008）
- 李煥（2008—2010）
- 高銘輝（2010—2016）
- 葛永光（2016—2020）
- 林定芃（2020—現在）